# Jibo
Фань Чжибо (кит. 樊知博, род. 3 апреля 1986), также известный под никами Jibo, Fan Zhibo, RazerJ — китайский киберспортсмен, игрок в Quake Live и Quake 3. Выступал за команды RedDevils, tmp, c58, forZe, RuSh3D, Begrip, Team Razer, 4Kings. Помимо своих спортивных достижений, в России Фань Чжибо получил особую известность, так как учился в Московском Государственном Университете (первое образование — математик-программист на факультете ВМК МГУ, дополнительное — международный экономист) и являлся основным партнёром по тренировкам Антона Синьгова («Cooller»).
В 2006 году Чжибо отличился на трёх турнирах, организованных Cyberathlete Professional League, дважды заняв первое место (в Швеции и Сингапуре) и один раз третье (в Италии).
В 2008 году Чжибо дважды занял четвёртое место на турнире ESWC 2008 по Quake 3, после чего едва не прекратил выступления. В то же время Jibo впервые попробовал Quake Live, и, хотя первое время игра ему не нравилась, позже он завоевал несколько медалей на турнирах серии ASUS Open в 2008  и 2009  году, а в 2010  выиграл турнир EM 4 Asian Championship Finals.
В 2009 году Fan Zhibo выступил за российскую сборную на турнире Quake Nations Cup 2009, которая в финале уступила сборной Франции.

## Достижения
2002 год
- WCG China (Китай, Пекин) — 400$

2004 год
- QLAN2 (4x4 вместе с Cooller, Mikes, Prozac) (Швеция, Йёнчёпинг) — 250$
- Perm Period (Россия, Пермь) — 500$
- First Russian Cup (Россия, Москва) — 900$
- ASUS Spring (4x4 вместе с Evil, Morfez, Prozed) (Россия, Москва) — 200$
- ASUS Spring (2x2 вместе с Evil) (Россия, Москва) — 200$
- ASUS Summer (Россия, Москва) — 400$

2005 год
- Voodoo4 Cup (Белоруссия, Минск) — 250$
- ASUS Winter (Россия, Москва) — 300$
- ACON5 Russia (Россия, Москва) — 400$
- Russian Cup Final (Россия, Москва) — 900$
- AMD PG Challenge (Чехия, Прага) — 300$
- ASUS Summer (2x2 вместе с Cooller) (Россия, Москва) — 350$
- EUROCUP (2x2 вместе с Cooller) (Нидерланды, Алмере) — 500$
- Cyber Metel (Россия, Москва) — 400$

2006 год
- ASUS Winter (Россия, Москва) — 1350$
- ASUS Spring (Россия, Москва) — 950$
- QuakeCon (2x2 вместе с Cooller) (США, Даллас) — 5000$
- CPL Singapore (Сингапур) — 5000$[5]
- CPL Italy (Италия, Верона) — 2400$[6]
- Tour of 10 cities (Россия, Москва) — 2000$
- CPL Nordic (Швеция, Йёнчёпинг) — 1350$[7]
- CPL Winter (США, Даллас) — 9500$

2008 год
- GameGune (Испания, Бильбао) — 2800$
- ASUS Autumn (Россия, Москва) — 200$

2009 год
- ASUS Spring (Россия, Москва)
- Quake Nations Cup (4x4 за Российскую сборную) (Онлайн)

2010 год
- EM 4 Asian Championship Finals (Тайвань, Тайбэй) — 1750$